# Władysław Rak
Władysław Jan Rak (ur. 22 czerwca 1954 w Głogowie) – polski polityk, poseł na Sejm III i IV kadencji z ramienia Sojuszu Lewicy Demokratycznej, wybrany w okręgu legnickim.

## Życiorys
W latach 1976–1985 był inspektorem ds. kryminalnych Komendy Wojewódzkiej MO w Legnicy. Ukończył w 1986 studia na Wydziale Gospodarki Narodowej Akademii Ekonomicznej we Wrocławiu. Był też kierownikiem ds. gospodarczych w Zakładzie Karnym w Głogowie. Należał do Polskiej Zjednoczonej Partii Robotniczej. W latach 80. był radnym wojewódzkim, a w latach 90. pełnił funkcję radnego Głogowa. Od 1994 do 1998 był wiceprezydentem tego miasta. Był wówczas członkiem Socjaldemokracji RP, a następnie Sojuszu Lewicy Demokratycznej. W latach 1997–2005 był posłem III i IV kadencji. Nie kandydował ponownie w wyborach parlamentarnych w 2005, rok później jako bezpartyjny bezskutecznie ubiegał się o stanowisko prezydenta miasta i mandat radnego. Bez powodzenia kandydował także w kolejnych wyborach samorządowych.